# Egon Jensen
Egon Carlo Larsen Jensen, född 14 mars 1922 i Slagelse, död 4 februari 1985, var en dansk socialdemokratisk politiker. Han var inrikesminister 1971-1973 och 1975-1978 samt kyrkominister 1978-1979.

## Bakgrund
Egon Jensen tog mellanskoleexamen 1937 och blev därefter kontorslärling. Han blev anställd på Slagelse kommun 1942 och arbetade främst inom skatteområdet. Han var samtidigt politiskt engagerad och var ordförande av Danmarks Socialdemokratiske Ungdom i Slagelse (1937-1945) samt av partiföreningen i staden från 1955. Han var ledamot i Slagelses kommunfullmäktige (1954-1971) samt vice borgmästare (1966-1970) och borgmästare (februari-april 1970). Han var även ledamot och 1:e vice ordförande av Vestsjællands amtsråd (1970-1971). Han blev invald i Folketinget 1960 för Slagelses valkrets och var bl.a. delaktig i utformandet av 1970 års kommunreform och som ledamot i finansutskottet (1966-1968) var han bl.a. ansvarig för inrikesdepartementets budget. Då Jens Otto Krag kunde bilda sin tredje regering 1971 tillfrågades Egon Jensen om att tillträda posten som inrikesminister efter att Henning Rasmussen avböjt. Han tackade ja och innehade denna befattning 1971-1973 och 1975-1978. Utöver sitt ministerämbete kom han även att utöva ett stort inflytande på den politik som fördes av Krags och Anker Jørgensens regeringar. Politiskt stod han nära den maktfulla ekonomiministern Per Hækkerup.

## Minister
Under sin första ministerperiod arbetade Jensen för att göra Hovedstadsområdet till ett amt, vilket han dock inte lyckades genomföra, och en kompromiss gjordes där Hovedstadsrådet; en indirekt vald församling med representanter från områdets tre amt och två kommunfullmäktige, bildades. Detta råd ansvarade bland annat för planering och driften av kollektivtrafiken i området. På hälsoområdet genomfördes en ny lag där skolläkarna skulle koncentrera sig mer på målinriktade insatser på bestämda elevgrupper istället för allmänna hälsoundersökningar. Kommunerna fick också plikt att erbjuda hemsjukvård och en ny lag garantera alla havande kvinnor möjligheten att få föda på sjukhus eller en annan offentlig institution. Patienter som utsatts för skador i samband med vaccination fick från 1972 rätt till ersättning. Som högsta ansvarig för civilförsvaret genomförde Jensen en kraftig sänkning av civilpliktstjänstgöringen från två år till tolv månader. Då den socialdemokratiska regeringen avgick i december 1973 en stor valförlust återvände Jensen till Folketinget som ordförande av kommunutskottet (1973-1975).
Jensen blev åter inrikesminister 1975, då Socialdemokratiet återtog regeringsmakten. Under denna mandatperiod genomfördes betydande decentraliseringar inom sjukvården och den obligatoriska vaccinationen av barn mot smittkoppor avskaffades 1976. Även de rutinmässiga undersökningarna mot tuberkulos avskaffades och blev selektiva. 1976 infördes en lag som innebar att patienter på psykiatriska institutioner fick sina intäkter indragna efter nio månaders inläggningstid och ersattes med ett månadsbelopp som skulle täcka kostnaderna för de personliga förnödenheterna. Läkarnas praktiska grundutbildning sänktes från två till ett och ett halvt år. Andra reformer var att nordiska medborgare bosatta i Danmark fick kommunal rösträtt och att kommunerna förpliktigades att anordna sysselsättningsfrämjande insatser för att sänka ungdomsarbetslösheten. En kontroversiell lag möjliggjorde användning av personnummer utanför den offentliga förvaltningen.
I samband med att Socialdemokratiet och Venstre bildade en koalitionsregering 1978 förflyttades Jensen från inrikesdepartementet till kyrkodepartementet. Denna befattning innehade han till 1979. Han fortsatte därefter som ordinarie folketingsledamot till sin död 1985 samt som ledamot i Europarådet och Nordiska rådet från 1979.